# Fussilet 33
Fussilet 33 war ein Verein, der eine Moschee in Berlin-Moabit unterhielt. Der Name des Vereins bezieht sich auf den 33. Vers der Koransure Fussilat. Der Verein wurde im Februar 2017 verboten. Wenige Tage vor Bekanntwerden des Verbots hatte der Verein die Moschee aus finanziellen Gründen geschlossen.
Der Eingang der Moschee lag in der Perleberger Straße 14. Zuvor hatte sich in den Räumlichkeiten in der Perleberger Straße 14 die türkische Hicret-Moschee befunden, unterhalten von der Türkisch-Islamischen Union der Anstalt für Religion (DİTİB).
Die Moschee wurde vom Verfassungsschutz als einer von mehreren Orten in Berlin eingeordnet, an dem sich salafistische Islamisten trafen. Sie wurde im Bericht 2015 des Berliner Verfassungsschutzes erwähnt.
Ismet D., der sich selbst als Emir bezeichnet und Präsident von Fussilet 33 war, soll Muslime radikalisiert haben. Man wirft ihm vor, von Mitte 2013 bis Ende 2014 die syrische Terrorgruppe Dschunūd asch-Schām finanziell, technisch und organisatorisch unterstützt zu haben. Seit Januar 2015 verhandelt das Kammergericht Berlin gegen ihn.
Der Berliner Senat strebte 2015 ein Verbot des Vereins an, konnte es jedoch wegen personeller Engpässe nicht umsetzen. Zu den regelmäßigen Besuchern der Moschee gehörte der Attentäter Anis Amri. Brisante Fotos von Amri lagen dem Verfassungsschutz vor, doch sie wurden erst nach dem Attentat gesichtet.  Am 19. Dezember 2016 von 18.38 bis 19.07 Uhr, kurz vor dem Anschlag auf den Weihnachtsmarkt an der Gedächtniskirche, wurde Amri von Überwachungskameras vor dem Fussilet-Zentrum gefilmt. Um 20 Uhr verübte Amri seinen Anschlag. Nach dem Anschlag prüfte der Berliner Senat erneut ein Verbot des Vereins.
Am 22. Dezember 2016 wurde der Moscheeverein von einem Sondereinsatzkommando der Berliner Polizei nach dem Tatverdächtigen des Anschlags von Berlin durchsucht. Am Abend des 1. Februar 2017 wurden die Räume der Moschee erneut durchsucht und drei Männer verhaftet. Auch die Wohnungen der Verhafteten wurden durchsucht. In der Moschee sollen zehn sogenannte Gefährder verkehrt haben.
Der Verein betrieb ein Jugend- und Familienberatungszentrum in der Reinickendorfer Straße 30 in Berlin-Gesundbrunnen.
Mit Verfügung vom 20. Februar 2017 verbot die Berliner Senatsverwaltung für Inneres und Sport den Moscheeverein. In Zusammenhang mit dem Verbot durchsuchte die Polizei am 28. Februar 2017 24 Objekte in Berlin.